# ممنوع الاقتراب أو التصوير (مسلسل)
ممنوع الاقتراب أو التصوير مسلسل مصري من إخراج زياد الوشاحي، وتأليف محمد الصفتي، ومن بطولة زينة، نسرين أمين، فتحي عبد الوهاب، محمد شاهين، مي القاضي، بدأ عرضه لأول مرة في شهر رمضان عام 1439 هـ/2018م.

## قصة المسلسل
تدور الأحداث في إطار درامي مثير، حول فنانة صاعدة تصل إلى قمة النجومية، وبالتدريج تتحول إلى واحدة من مشاهير المجتمع. لكن دائمًا ما يكون هناك ثمن لتلك الشهرة تضطر إلى دفعه، فتقع جريمة قتل تتورط بها.

## طاقم العمل

### الممثلين
- زينة
- نسرين أمين
- فتحي عبد الوهاب
- محمد شاهين
- مي القاضي
- حازم سمير
- محمد أبو الوفا
- مصطفى عبد السلام
- صفوة
- أسامة محمود
- ناصر شاهين
- شريهان أبو الحسن
- عادل شعبان
- نسرين وحيد
- عادل عزت
- اسلام رضوان
- أحمد فرغلي
- أحمد الحمصاني
- عزة السيد
- تامر مجدي (تامر هتلر)
- ناني صلاح
- محمد عبيد
- عيد أبو الحمد
- وائل يحيى
- هدى الإتربي
- شادي حسام
- سمير رضا
- عادل سمير
- لبنى عبد العزيز
- محمد طعيمة
- شيماء شوقي
- نهلة النجار
- عاصم سامي
- صباح عبد العزيز
- فوزي محمد عفيفي
- رامي سمير
- ياسر جودة
- رشا عمر
- سلوى أحمد
- محمد علي عبد الحميد
- يوسف جلال
- سامر المنياوي
- محمد بخيت
- ريم صبري
- حنين أحمد
- إسلام السيد
- أحمد كمال الحفناوي
- ناصر عيد
- حيدر السعدي
- أحمد الاسواني
- جنا العمري
- تحية شريف
- محمد عيد
- مهاب حسين
- هاني العدوي
- رندة جبر
- محمد سراج الدين
- هشام وجيه
- إبراهيم الترامسي
- أيمن مرجان
- محمد لطفي إبراهيم
- مجدي شكري
- أحمد عبد المجيد
- عمر مجدي
- عمرو فريد
- أشرف الشرقاوي
- علي محمد علي
- نادية عباس
- أسامة طراف
- أحمد شعبان
- أسماء سعيد
- زيزي صلاح
- ناصر عبد الله
- يوسف مجدي
- نور السيد
- محمد حماد
- محمد زنون
- علي حمادة عساكر
- نورا
- وليد نبيل
- مادونا عياد
- أمير عجمي
- ياسين عمرو
- محمد المغربي
- ممدوح سالم
- فادي محمد
- اسلام صابر
- أشرف خاطر
- ماجد رفلة
- شيماء علي
- حازم فؤاد
- محمد وجدي
- محمد دسوقي
- أحمد إبراهيم
- عمرو براني
- نادر فؤاد
- مصطفى منصور
- دينا أحمد السيد
- أحمد زكي
- طراف أحمد
- محمد بصير
- ريم سعيد
- عبد الحكيم درويش
- هبة السيد
- يحيى غانم
- عزة شريف
- علاء الموازيني
- أحمد شاهين
- ريتال الجبالي
- محمد فرغلي
- كنزي رماح
- تامر هاشم
- شريف رواش
- أكرم الشرقاوي
- شيماء عصمت
- تميم عبده
- عماد الطيب
- أحمد عادل
- حنان سليمان
- أحمد فؤاد سليم
- ماهر سليم
- محمد خميس
- رانيا شاهين
- محمود الباز
- عايدة رياض
- زكي فطين عبد الوهاب
- ياسمين عادل
- أحمد حسين
- سمر متولي
- محمد قاسم
- علي الطيب
- شريف توفيق
- محمد فرج
- أحمد فؤاد
- محمد دياب
- عمر عيسى
- هبة خيال
- أميرة بدر
- فخر الدين مراد
- طارق والي

### كادر العمل
- إخراج: زياد الوشاحي
- تأليف: محمد الصفتي
- إنتاج: سكرين 2000 (أمير شوقي)
- مدير التصوير: هيثم حسني
- مونتاج: أحمد يحيى
- غناء: أنغام